# Mikołaj Stanisław Sadowski
Mikołaj Stanisław Sadowski herbu Lubicz – kasztelan brzeskolitewski w latach 1698–1700, wojski brzeskolitewski w latach 1672-1698.
W 1674 roku był elektorem Jana III Sobieskiego z województwa brzeskolitewskiego.